# Даллин, Александр
Александр Даллин (англ. Alexander Dallin; 21 мая 1924 г., Берлин — 22 июля 2000 г., Стэнфорд) — американский историк-советолог, политолог-международник, специалист по России и Восточной Европе. Именной профессор Стэнфордского университета (1987—1994), затем эмерит. Именной профессор Колумбийского университета (с 1965 года) и директор Русского института при нём (1962—1967).

## Биография
Его отец Давид Юльевич Далин эмигрировал в Германию в 1921 году. От нацистов семья бежала во Францию. В 1940 году они перебрались в США.
В 1941 году окончил школу в Нью-Йорке. Был одноклассником Генри Киссинджера. С 1943 года натурализованный гражданин США. В годы войны служил в военной разведке.
Окончил Городской колледж Нью-Йорка (бакалавр обществоведения, 1947). В Колумбийском университете получил степени магистра (1948) и доктора философии (1953) по истории.
Преподавал в Гарвардском университете, Колумбийском университете (1956—1971), Калифорнийском университете в Беркли, а с 1971 года — в Стэнфордском университете. Возглавлял Русский институт Колумбийского университета (1962—1967), затем Центр по изучению России и Восточной Европы в Стэнфорде. В 1984-1985 годах был президентом Американской ассоциации по развитию исследований в области славистики.
Критиковался за тенденциозность в описании советского общества на основании мемуаров немецких генералов и Геббельса, оценки «советского патриотизма» в период сталинизма и т. п.
Входил в состав попечительского совета ЕУСПб.
Жена — профессор Гэйл Лапидус, специалист по России.
Умер в Стэнфордской больнице после перенесенного днём ранее инсульта.

## Сочинения
- German Rule in Russia, 1941—1945 (St. Martin’s Press, 1957, 1981), в русском переводе: Захваченные территории СССР под контролем нацистов. Оккупационная политика Третьего рейха 1941−1945 (Центрполиграф, 2019);
- The Soviet Union at the United Nations: An Inquiry into Soviet Motives and Objectives (соавтор) (1962);
- The Soviet Union and Disarmament (1965);
- Politics in the Soviet Union: Seven Cases (1966);
- Soviet Politics Since Khrushchev (1968);
- Political Terror in Communist Systems (1970);
- The Gorbachev Era (1986) / Rice, Condoleezza & Dallin, Alexander (eds.).;
- The Soviet System in Crisis (1991);
- Александр Даллин. Часть четвёртая. Северный Кавказ // Армстронг Дж. Партизанская война. Стратегия и тактика. 1941—1943. — М.: Центрполиграф, 2007. — 432 с.
- Александр Даллин. Бригада Каминского = The Kaminsky Brigade. — М.: Московский писатель, 2011. — 92 с.

### Редактор книг
- Khrushchev and Brezhnev Years (1992),
- Between Totalitarianism and Pluralism (1992),
- Civil-Military Relations in the Soviet Union (1992),
- Political Parties in Russia (1993),
- Soviet System: From Crises to Collapse (1995),
- Dimitrov and Stalin: 1934—1943; Letters from Soviet Archives (1996)